# Melike İpek Yalova
Melike İpek Yalova (Isztambul, Törökország, 1984. április 29. –) török színésznő

## Életrajz
Melike İpek Yalova a Bilkenti Egyetem Nemzetközi Kapcsolatok szakán, később a római La Sapienza Egyetem nemzetközi politika és válságkezelés szakon tanult.
A Karadayı televíziós sorozat – Ayten szerepe – indította el színészi karrierjét.
2011-ben Isabella Fortunát alakította a Szulejmán c. televíziós sorozatban.
Neve középső részének (İpek) jelentése: selyem.

## Filmográfia
| Alkotás                               | Évad      | Szerep                  | Megjegyzés                   | Magyar hang     |
| ------------------------------------- | --------- | ----------------------- | ---------------------------- | --------------- |
| Mahkum                                | 2021–2022 | Büge Yesari             |                              |                 |
| Bir Zamanlar Çukurova Remények földje | 2019–2021 | Müjgan Hekimoğlu/Akkaya |                              | Nagy Katica     |
| İnsanlık Suçu                         | 2018      | Cevher Akısık           |                              |                 |
| Can Feda                              | 2018      | Doctor Seher            |                              |                 |
| Çember                                | 2017      | Leyla                   |                              |                 |
| Hayat Şarkısı                         | 2016      | Suzi                    |                              |                 |
| Karadayı                              | 2012–2015 | Ayten Alev              | r.: Uluç Bayraktar Cem Karcı |                 |
| Muhteşem Yüzyıl Szulejmán             | 2011      | Isabella Fortuna        |                              | Nádasi Veronika |

## Fordítás
- Ez a szócikk részben vagy egészben  a   Melike İpek Yalova című török Wikipédia-szócikk fordításán alapul.  Az eredeti cikk szerkesztőit annak laptörténete sorolja fel. Ez a jelzés csupán a megfogalmazás eredetét és a szerzői jogokat jelzi, nem szolgál a cikkben szereplő információk forrásmegjelöléseként.